# 淑儀尹氏 (燕山君)
淑儀尹氏（숙의윤씨）（1481年—1568年），朝鮮廢主燕山君的後宮嬪御，本貫為海平，尹萱與貞敬夫人延安金氏之女。
尹氏出生於名門望族，其祖尹君正自高麗朝高宗時為將軍，其家們榮耀累至到父親尹萱。尹萱時為左贊成兼僉正。尹氏生於明成化辛丑年（1481）三月十一日（農曆）。十三歲時，尹氏就通曉女訓，後在燕山七年（1501）入後宮為從二品淑儀。尹氏容貌寧静肅穆，堅貞端方，宮中之人都不敢對她不敬。中宗反正後，因尹氏無所出，無所依靠，後搬至長兄家而居。又以長兄之女為養女。中宗以朝鮮端宗後宮之例，施恩奉養燕山後宮的郭氏與尹氏。尹氏於明隆慶二年（1568）二月初一（農曆）去世，享年八十八歲。
有一兄長尹殷輔（1468年－1544年）是中宗時的領議政。

## 附註
1. ↑  .   [2015-06-14]. （原始内容存档于2017-08-25）.
2. ↑  .   [2015-06-17]. （原始内容存档于2017-08-25）.